# Álvaro Pérez Osorio, III marqués de Astorga
Álvaro Pérez de Osorio y Quiñones (c. 1480-Valladolid, 14 de enero de 1523), III duque de Aguiar, grande de España (último en usar este título), III marqués de Astorga, IV conde de Trastámara, VI señor de Turienzo y (señor de Villalobos), jefe de la casa de Osorio, IV alférez mayor hereditario del Pendón de la Divisa del rey, además de caballero de la Orden del Toisón de Oro, etc.

## Biografía
Era hijo de Pedro Álvarez Osorio, II duque de Aguiar, II marqués de Astorga, III conde de Trastámara, V señor de Turienzo y Villalobos, jefe de la casa de Osorio y III alférez mayor hereditario del pendón de la divisa del rey, y de Beatriz Teresa de Quiñones —hija de los I condes de Luna—.
En julio de 1505 pasó a suceder a su padre en el dominio de los señoríos que tenía, y en 1506 acompañó a Fernando el Católico en su viaje a Galicia, hospendándolo en el castillo de Astorga. Recibió a los nuevos monarcas, Juana y Felipe, en sus casas vallisoletanas de la Corredera de San Pablo, donde además se inauguraron las Cortes de 1506.
Se destacó en las fiestas y ceremonias que sucedieron a la jura de Carlos I de España en Valladolid, en el año 1517. Al año siguiente acompañó al monarca a la Corona de Aragón, donde en 1519, estando en Barcelona, se le concedió el collar de la Insigne Orden del Toisón de Oro y una autorización para que su villa de Astorga tuviese una feria franca.
En 1520, al igual que a otros veinticuatro nobles, Carlos I reconoció su dignidad de grande de España. En 1520 se enfrentó a los comuneros y aportó sus tropas (ochocientos ballesteros, doscientos escopeteros, cuatrocientos peones, doscientas lanzas y cien jinetes) al ejército realista que se acantonaba en Medina de Rioseco. Participó, por tanto, en la batalla de Tordesillas, de Torrelobatón (en la que sufrió cuantiosas pérdidas) y de Villalar.
A continuación acabó con la Comunidad en León y combatió a los franceses que habían invadido Navarra. Descansó en Astorga, donde organizó la administración señorial, se dirigió a Valladolid para recibir al monarca (que regresaba del Sacro Imperio Romano Germánico) y allí murió el 14 de enero de 1523. Su cuerpo fue depositado en la cripta de la capilla marquesal, bajo el altar mayor de la Catedral de Astorga.

## Matrimonio e hijos
Casó en primeras nupcias con Isabel Pérez Sarmiento de Zúñiga, la Bermeja, IV condesa de Santa Marta, hija de Francisco Pérez Sarmiento y Sarmiento, III conde de Santa Marta, y de Constanza de Arellano y Zúñiga, en Santiago de Compostela, en 1480. Fueron padres, entre otros, de Pedro Álvarez Osorio (m. 1560), IV marqués de Astorga y V conde de Santa Marta, y de Leonor Osorio y Sarmiento, señora de Palazuelo de Vedija, casada en 1524 con su primo Juan de Vega y Enríquez de Acuña (ca.) 1507-Valladolid, 20 de diciembre de 1558), con descendencia.
Contrajo un segundo matrimonio con Constanza Osorio, hija de Pedro Álvarez Osorio, I conde de Lemos, y María de Bazán.